# Страутмане, Раса Артуровна
Раса Артуровна Страутмане (29 октября 1931 — 12 сентября 2009) — советский режиссёр мультипликации.

## Биография
Родилась 29 октября 1931 года.
В 1959—1964 годах училась на факультете режиссуры документального кино во ВГИКе (факультет режиссуры документального кино).
С 1964 года по 1974 год работала режиссёром на киностудии «Союзмультфильм». С 1974 года по 1986 год — на студии «Мульттелефильм» ТО «Экран». С 1986 года по 1991 год снова работала режиссёром на киностудии «Союзмультфильм». Работала в технике перекладки, кукольной и рисованной мультипликации.
В начале 1990-х годов уехала в Латвию, где занималась документальными кинопроектами.
Умерла 12 сентября 2009 года.

## Фильмография

### Режиссёр
- 1965 — Медвежонок на дороге
- 1967 — Гора динозавров
- 1968 — Место под солнцем (Фитиль № 68)
- 1969 — Крылья дядюшки Марабу
- 1970 — Небылицы (из альманаха «Весёлая карусель» № 2)
- 1971 — Все мы — пешеходы!
- 1971 — Как мы весну делали
- 1972 — Детские игрушки новой окраски[3]
- 1972 — Зелёный кузнечик
- 1974 — Человек строит дом
- 1975 — Завтра день рождения бабушки
- 1976 — Осьминожки
- 1977 — Лоскутик и Облако
- 1979 — Северная сказка
- 1980 — Гребля на каноэ
- 1980 — Метание молота
- 1980 — Стендовая стрельба
- 1980 — Испорченная погода (из цикла «Четвёрка друзей»)
- 1980 — Сон (из цикла «Четвёрка друзей»)
- 1981 — Однажды утром (из цикла «Четвёрка друзей»)
- 1981 — Обида (из цикла «Четвёрка друзей»)
- 1982 — Похождения Хряпова
- 1982 — Укрощение велосипеда
- 1983 — Аттракцион
- 1983 — Финиш
- 1984 — Встречайте бабушку
- 1985 — Между небом и землёй
- 1985 — Полезные советы профессора Чайникова:
  - Советы профессора Чайникова
  - Как передвинуть шкаф
  - Как важно беречь тепло
- 1986 — Дореми
- 1988 — Летели два верблюда
- 1988 — Таракан
- 1989 — Секретная океанская помойка (из цикла «Подводные береты»)

### Сценарист
- 1969 — Вятская лошадка[4]
- 1972 — Зелёный кузнечик